# Хармоничен ред
Хармоничният ред е математически ред, образуван от сбора на всички положителни аликвотни дроби:
{\displaystyle \sum _{n=1}^{\infty }{\frac {1}{n}}=1+{\frac {1}{2}}+{\frac {1}{3}}+{\frac {1}{4}}+{\frac {1}{5}}+\cdots }.
Първите {\displaystyle n} члена на реда дават сбор от приблизително {\displaystyle \ln n+\gamma }, където {\displaystyle \ln } е естествения логаритъм, а {\displaystyle \gamma \approx 0.577} е константата на Ойлер – Маскерони. Тъй като логаритъмът може да има произволно големи стойности, хармоничният ред няма крайна граница - той е разходящ ред. Това негово свойство е доказано през XIV век от френския учен Никол Орем.